# ヴィルヘルム・ブッシュ

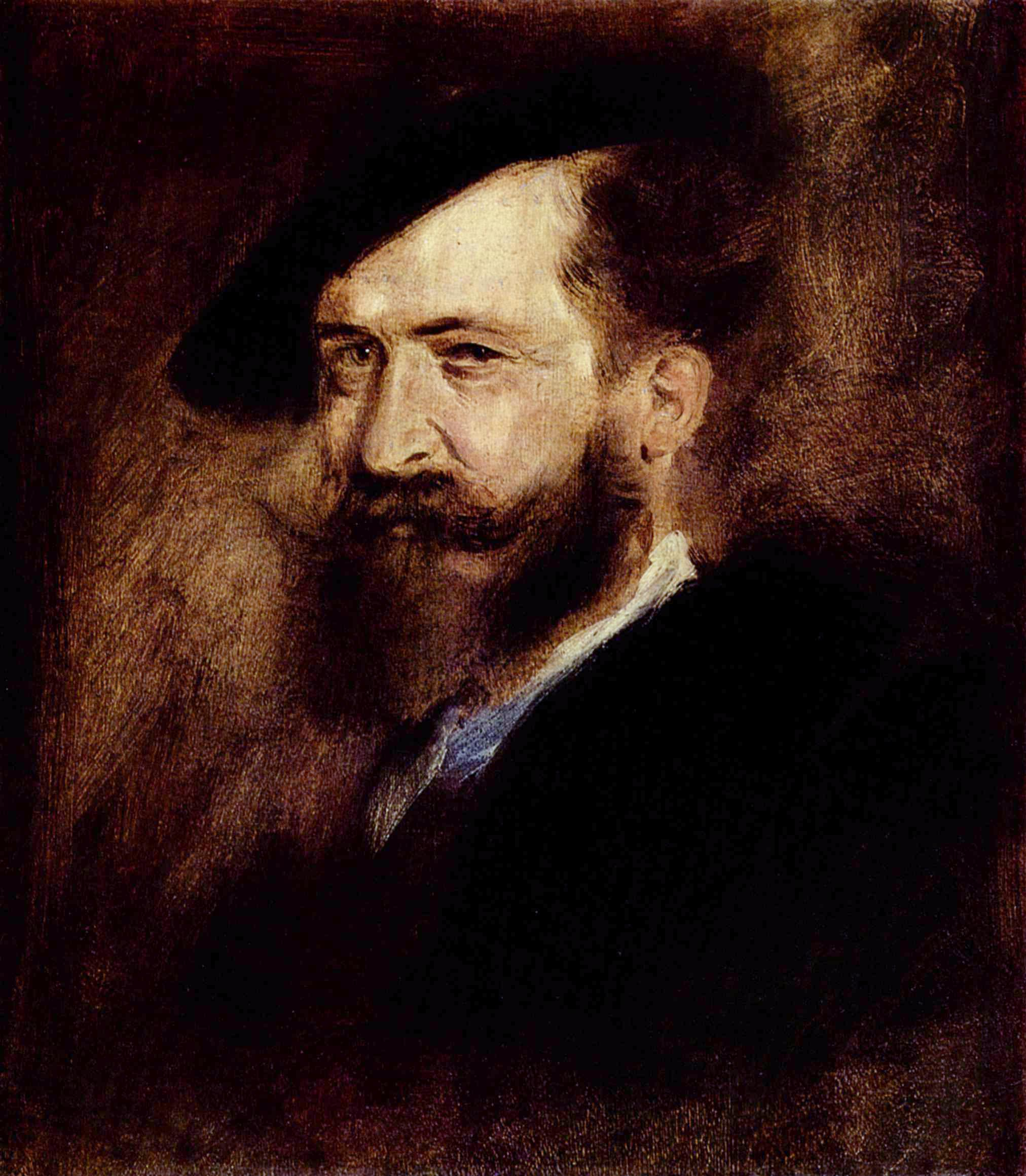
ブッシュの肖像（フランツ・フォン・レンバッハ、1875年頃）

ハインリヒ・クリスチャン・ヴィルヘルム・ブッシュ（Heinrich Christian Wilhelm Busch、1832年4月14日-1908年1月9日）、通称ヴィルヘルム・ブッシュはドイツのハノーファー近郊ヴィーデンザール生まれの風刺画家、画家、詩人である。風刺的な絵本で広く知られ、現代も読み継がれている。デュッセルドルフ、アントウェルペン、ミュンヘンで工学、芸術を学んだ後、風刺画を描き始め、挿し絵、タブローも手がけた。日本語訳書には「ウィルヘルム・ブッシュ」の表記がある。
1865年に出版された初期の絵本『マックスとモーリッツ』は大きな成功を収めた。『マックスとモーリッツ』やその後の作品は、近代のコミック・ストリップの先駆けの一つと見なされている。ドイツの文学と芸術の深い知識にユーモアが濃い民話の比喩を織り込み、うわべだけ敬虔ぶる同時代人の態度やカトリック中心主義、ペリシテ主義、宗教家の唱える道徳や偏見、道徳心の高ぶりを風刺した。
ブッシュは、絵本と同じスタイルで多くの詩も書き残した。さらに1000点を超える油彩画を描いたが1908年に死去するまで全く売れていない。彫刻も制作した。熟練の絵画制作と韻文は、後世の漫画家や同じ国の多くの詩人に深い影響を与え、中でも注目すべき影響は『マックスとモーリッツ』から発想を得た新聞漫画カッツェンジャマー・キッズシリーズ（ルドルフ・ダークス）をあげることができる。
ブッシュの遺風はヴィルヘルム ・ブッシュ美術館とその顕彰制度ヴィルヘルム・ブッシュ賞によって保たれている。2007年にはドイツ全土で生誕175周年の祝賀や記念行事を見ることができた。

## 博物館

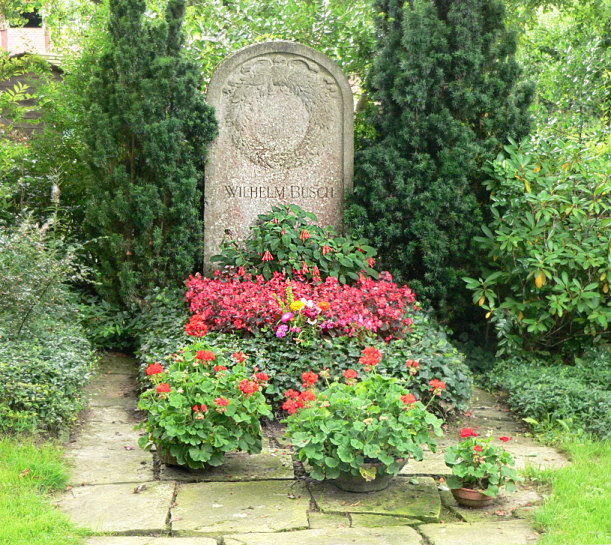
墓所（メヒトスハウゼン）

ブッシュの作品は、ヘレンハウゼン王宮庭園の一角を占める州立公園ゲオルゲンガルテンに立つヴィルヘルム・ブッシュ美術館が収蔵し展覧できる。

## 主な著作

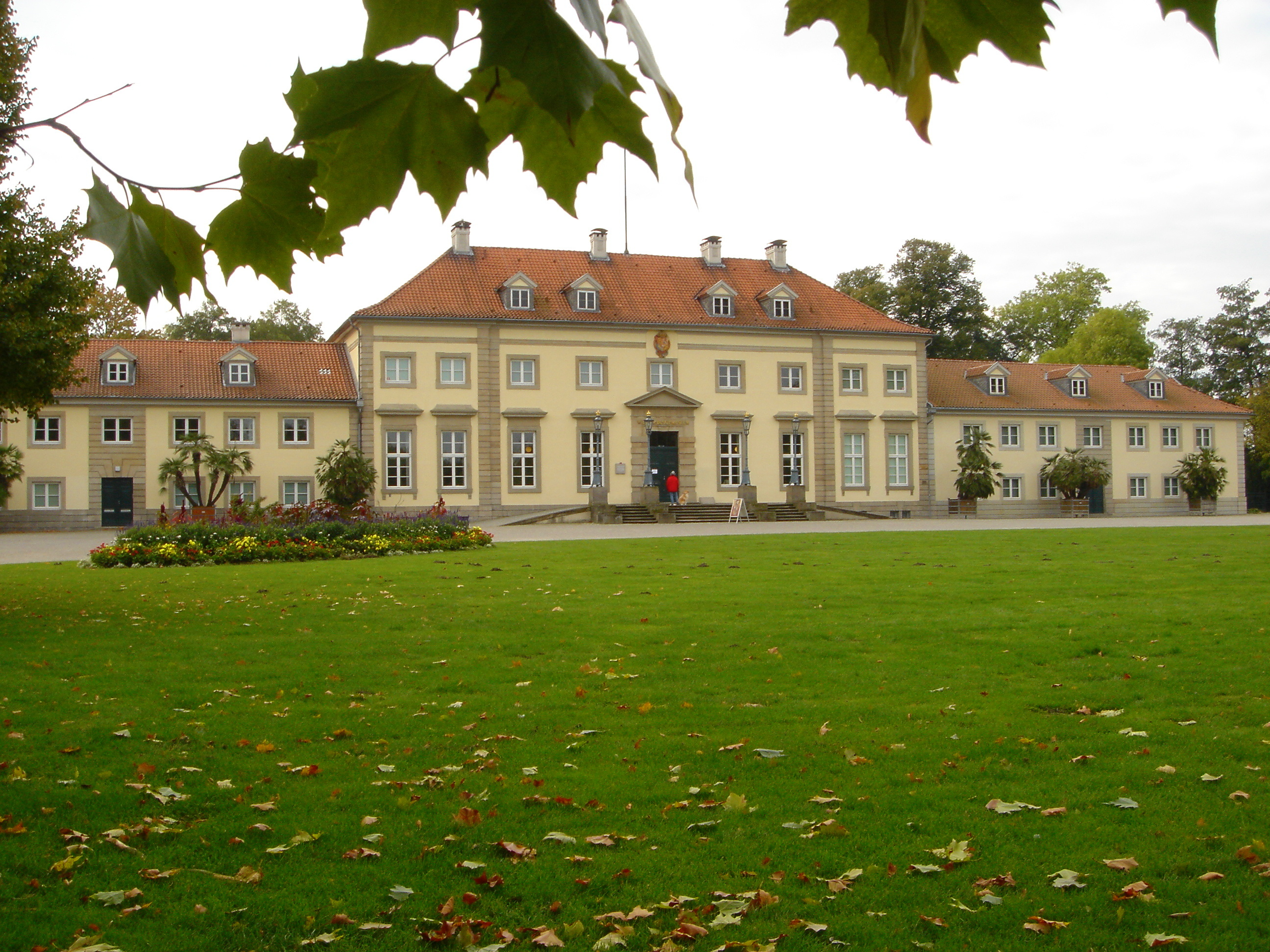
ヴィルヘルム・ブッシュ美術館（ハノーファー）

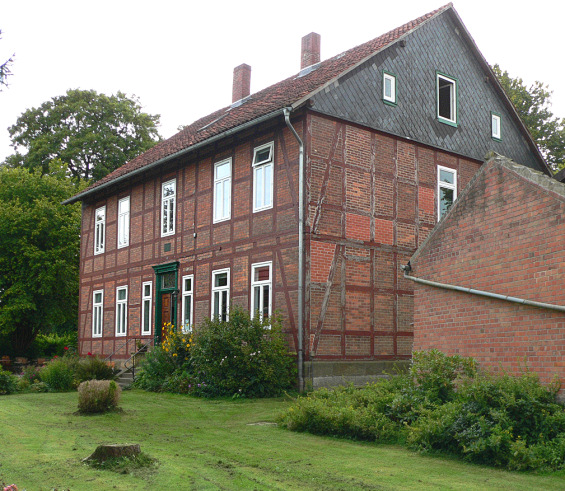
現・ニーダーザクセン州にあるブッシュが晩年を過ごした家（自治体の旧称はメヒトスハウゼン）

### 日本語訳
- 『マックスとモーリッツ』の関連書誌
  - Busch, Wilhelm、ほか、塩谷 太郎、西 義之、石丸 静雄、植田 敏郎「マクスとモーリッツ」 16 ドイツ古典編 ; 3、講談社〈少年少女新世界文学全集〉、1965年。 NCID BA62249442。
  - ウィルヘルム・ブッシュ「マクスとモリッツ」『母の友』11月（186）、福音館書店、東京、1968年11月、86-91頁。
  - Busch, Wilhelm、大槻 真一郎、下田 悌二郎『マックスとモーリッツ : 悪童物語7篇』文林書院、1968年。 NCID BA72279461。
  - Busch, Wilhelm、渋谷 新次郎、小柳津 要人『WAMPAKU MONOGATARI』（複刻版）ほるぷ出版〈複刻絵本絵ばなし集〉、1978年。 NCID BN14993505。
  - Busch, Wilhelm (1982). Max und Moritz : eine Bubengeschichte in sieben Streichen (Facsimile ed.). Holp Shuppan. NCID BA02712265
  - Busch, Wilhelm 著、佐々木 田鶴子 訳『マックスとモーリッツ』ほるぷ出版〈ほるぷクラシック絵本〉、1986年。 NCID BN04624295。ISBN 459352122X〈複刻世界の絵本館 : ベルリン・コレクション〉に収載。

その他
- ウィルヘルム・ブッシュ 著、矢川澄子 訳『エドワルトの夢』月刊ペン社〈妖精文庫 21〉、1979年11月。
- Busch, Wilhelm、上田 真而子、佐々木 マキ『黒いお姫さま : ドイツの昔話』福音館書店、1991年。 NCID BN06237132。ISBN 4834004597
  - Busch, Wilhelm、上田 真而子、佐々木 マキ『黒いお姫さま : ドイツの昔話』福音館書店〈福音館文庫 F-16〉、2015年。 NCID BB17955304。ISBN 9784834081350

### ドイツ語版
- 1859 Die kleinen Honigdiebe
- 1864 Bilderpossen
- 1865 『マックスとモーリッツ』原書
- 1866 Schnaken und Schnurren
- 1867 Hans Huckebein, der Unglücksrabe
- 1868 Schnaken und Schnurren, part II
- 1869 Schnurrdiburr oder die Bienen Braun
- 1870 Der heilige Antonius von Padua
- 1872 Schnaken und Schnurren, part III
- 1872 Die fromme Helene
- 1872 Bilder zur Jobsiade
- 1872 Pater Filuzius
- 1873 Der Geburtstag oder die Partikularisten
- 1874 Dideldum!
- 1874 Kritik des Herzens
- 1875 Abenteuer eines Junggesellen
- 1876 Herr und Frau Knopp
- 1877 Julchen
- 1878 Die Haarbeutel
- 1879 Fipps, der Affe
- 1881 Stippstörchen für Äuglein und Öhrchen
- 1881 Der Fuchs. Die Drachen. - Zwei lustige Sachen
- 1882 Plisch und Plum
- 1883 Balduin Bählamm, der verhinderte Dichter
- 1884 Maler Klecksel
- 1891 Eduards Traum
- 1893 Von mir über mich（自伝）
- 1895 Der Schmetterling
- 1904 Zu guter Letzt
- 1908 Hernach
- 1909 Schein und Sein
- 1910 Ut ôler Welt（伝承）

## ギャラリー

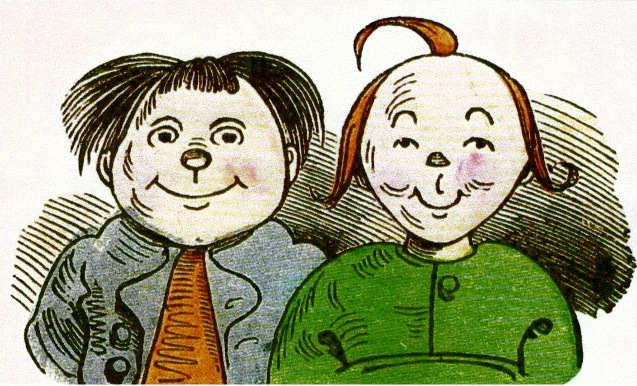
マックスとモーリッツ
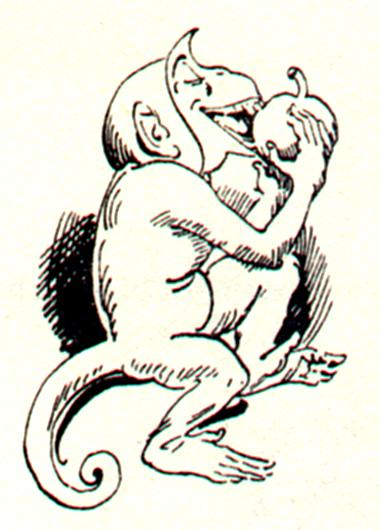
Fipps, der AffeEfn|Fipps, der Affeの関連資料。
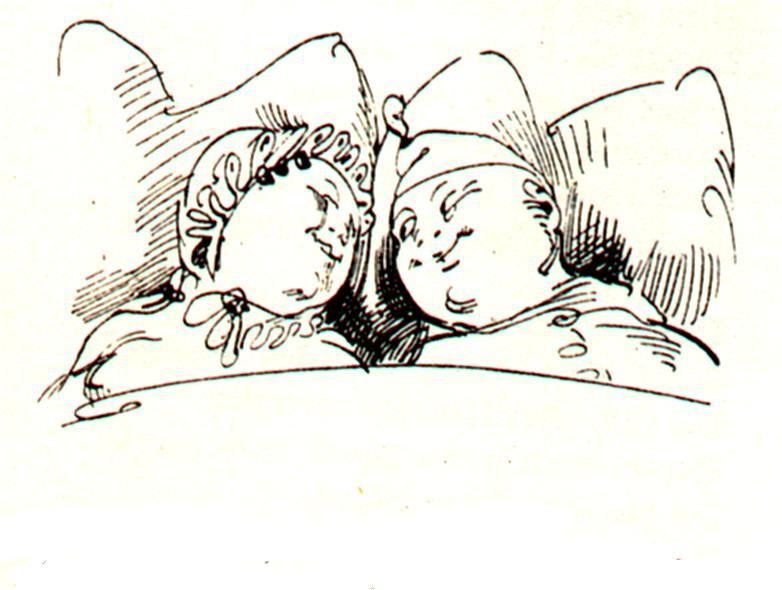
Herr und Frau Knopp
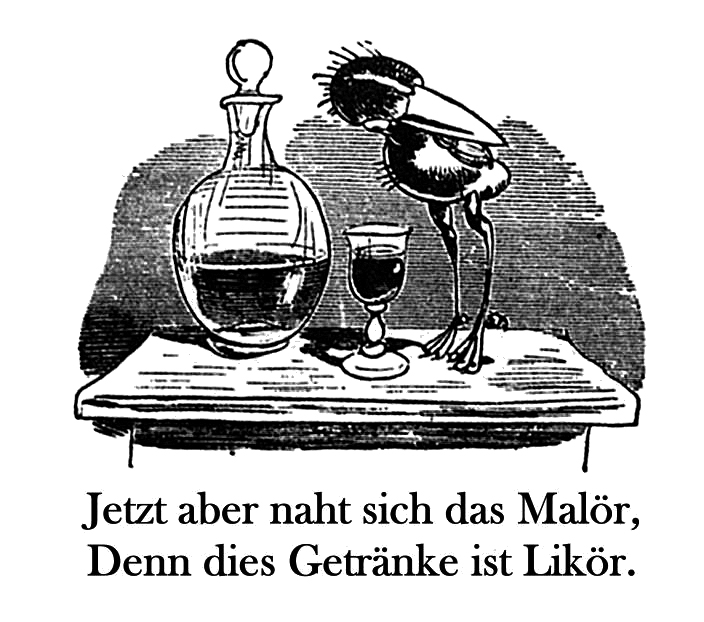
Hans Huckebein, der Unglücksrabe

## 関連資料
- von Wilhelm Busch ; ausgewahlt, herausgegeben und eingeleitet von Friedrich Bohne. Max und Moritz sowie Hans Huckebein und andere Bildgeschichten. ; Wilhelm-Busch-Museum 編、Bibliographisches Institut〈Meyers Kinderbücher〉, 1971. NCID BA43091544。 仮題『マックスとモーリッツ、そしてハンス・ヒュッケバインやその他の絵本』Bohne, Friedrich 選・解説・序〈書誌研究所、マイヤーの児童書シリーズ〉
- Cruikshank, George ; Bode, Ursula ; Müseler, Marianne ; Schultze, Jürgen. George Cruikshank, 1792-1878 : Karikaturen zur englischen und europäischen Politik und Gesellschaft im ersten Viertel des 19. Wilhelm-Busch-Museum 編、Jahrhunderts. G. Hatje, 1983. 3775701907. NCID BA39267104.　ジョージ・クルックシャンク、1792-1878: イギリスおよびヨーロッパの19世紀第1四半期の政治と社会を描いた漫画。書誌一覧編纂、Ursula Bode、Marianne Müseler、Jürgen Schultze。
- Flora, Paul. Paul Flora, Zeichnungen : ein [sic] Ausstellung der Universität Göttingen und des Wilhelm-Busch-Museums Hannover. Arndt, Karl ; Guratzsch, Herwigm 編、Merlin, 1984. 3875361695. NCID BA81063918 ポール・フローラ、仮題『図面: ゲッティンゲン大学とハノーファーのヴィルヘルム・ブッシュ美術館での展覧』[原文どおり]
- Thöny, Eduard ; Kessel-Thöny, Dagmar von ; Museum Villa Stuck. Castel Mareccio (Bolzano, Italy), Eduard Thöny, 1866-1950. Wilhelm-Busch-Museum 編、Goltz, 1986. 3925501010. NCID BA42563047　エドゥアルド・トーニー、仮題『カステル・マレッチョ（イタリア、ボルツァーノ）、エドゥアルド・トーニー、1866-1950』ダグマー・フォン・ケッセル・トーニー、ヴィラ・シュトゥック美術館 編。
- Kollwitz, Käthe ; Guratzsch, Herwig. Käthe Kollwitz : Druckgraphik, Handzeichnungen, Plastik. Wilhelm-Busch-Museum 編、G. Hatje, 1990. 3775703004. NCID BA17271913　仮題『ケーテ・コルヴィッツ：版画、素描、彫刻』ヘルヴィッヒ・グラッチュ 編。
- Koschatzky, Walter ; Grill, Helmut. Karikatur & Satire : fünf Jahrhunderte Zeitkritik. Hypo-Kulturstiftung (Munich, Germany) ; Kunsthalle, Kunst Haus Wien ; Wilhelm-Busch-Museum 編、Hirmer, 1992. 3777459003. NCID BA19233391　仮題『風刺画と風刺: 5世紀にわたる現代批評』ウォルター・コシャツキー 編集。Helmut Grill [他] の寄稿による ...
- Rops, Félicien ; Neyer, Hans Joachim. Félicien Rops : 1833-1898. Wilhelm-Busch-Museum 編、Hatje, 1999. 3775708219. NCID BA82468733　仮題『フェリシアン・ロップス: 1833-1898』ハンス・ヨアヒム・ネイヤー 編。
- ヴェルナー・ブッシュ『ライト《空気ポンプの実験》 : 科学と宗教の神聖同盟』神林恒道 訳（三元社〈作品とコンテクスト、2007〉。原書題名『Joseph Wright of Derby : das Experiment mit der Luftpumpe : eine heilige Allianz zwischen Wissenschaft und Religion』原著の訳書の新装版（Frankfurt am Main :  Fischer, 1986）。付: 図（1枚）およびジョーゼフ・ライト・オブ・ダービー年譜: p112-113。
- Vetter-Liebenow, Gisela ; Belting, Isabella ; Fehn, Ivonne. Schick und Schrill : Modekarikaturen und Modezeichnungen aus drei Jahrhunderten. Wilhelm-Busch-Museum 編、Hirmer、2008. 9783777443256. NCID BA88205566　Isabella Belting、Ivonne Fehn、Gisela Vetter-Liebenow 寄稿仮題『シックで派手: 3世紀のファッション風刺画とファッション画』Gisela Vetter-Liebenow 編集。
- Busch, Werner ; Maisak, Petra ; Weisheit, Sabine ; Frankfurter Goethe-Museum. Füsslis Nachtmahr : Traum und Wahnsinn. Wilhelm-Busch-Museum 編、Michael Imhof、2017. 9783731904458. NCID BB24016935　仮題『フュスリの悪夢: 夢と狂気』ヴェルナー・ブッシュ、ペトラ・マイサク 編。サビーヌ・ウィズダム 監修。